# 梅花烙
《梅花烙》是台湾言情小说作家琼瑶的作品，《梅花三弄》系列作品的第一部。
小说创作于1992年，同年被琼瑶自己的怡人传播拍摄成电视剧；1993年在中国电视公司（中视）八點檔首播，反响热烈。后来该剧也引进到香港無綫電視和中国大陆，被视为琼瑶电视剧中的经典作。2020年為了鼓勵在家防疫，中視將低畫質版全數於youtube免費公開，2021年8月將高畫質版提供給OTT平台KKTV公開上映。

## 評價
琼瑶在《梅花三弄后记》中如此评价《梅花烙》：
|  | 我一向对于中国人的“传统”非常感兴趣。曾把一部二十四大本的《中国笔记小说》从头看到尾。中国人相信鬼，相信神，相信报应，相信轮回，相信前世今生……最奇怪的是：中国人相信“狐狸”会修炼成“大仙”，有无穷的法力，且能幻化人形，报恩或报仇。对这种说法，我觉得非常稀奇。但是，在我童年时，长辈们仍然津津乐道“大仙”的种种故事，我听了无数无数，印象深刻。 《梅花烙》从烙梅花，换婴儿开始，到皓祯心碎神伤，带着吟霜去找寻前世的“狐缘”为止，整个故事充满了戏剧性。事实上，人生很平淡，有大部分的人，永远在重复的过着单调的岁月。我认为，小说或戏剧既然是为了给人排遣一段寂寥的时光，就应该写一些“不寻常的事”。《梅花烙》就是这样一个充满戏剧性的“传奇”。也只有发生在那个年代的中国，才有的“传奇”。 |

## 电视剧拍摄制作
该剧于1992年冬及1993年春由怡人傳播和湖南电视台联合拍摄。曾在北京故宫，北京恭王府，潭柘寺，八大处，北京植物园内曹雪芹故居，香山，戒台寺，十渡等地取景。

## 影响
《梅花烙》因劇情感動人心（歌頌含蓄卻堅貞的永恆愛情）獲得觀眾極大迴響及成功，琼瑶也因為初次寫作編劇嘗試以清朝為故事背景成功，日後以清宮為背景寫出《新月格格》、《還珠格格》，並帶動台灣言情小說界的清宮故事熱潮。

## 剧情
對即將臨盆的碩親王府大福晉倩柔而言，受寵或者失寵，全看肚中孩兒是男是女了——一場男女嬰對換的陰謀於焉展開。女嬰被放逐了，不知隨杏花溪水漂向何方？在倩柔心慟，不忍卻不得不掙手脫嬰時，她忍痛將髮簪上的梅花印烙燙在女嬰的右肩上。長大後的女嬰白吟霜，帶著烙印，回碩親王府，她是來尋仇？報恩？克親？續緣？這一幕幕扣人心弦的生命真相，將如何開展在這些冤親債主的眼前？

## 演員

### 碩親王府
| 演員              | 角色                 | TVB粵語配音 | 暱稱／關係 |
| 岳躍利            | 碩親王富察氏         | 陳永信      | 皓禎之養父兼岳父，十分偏愛其，並沒有因為其真實身份而改變態度 白吟霜之公公，實為生父 皓祥之父，並忽略其，最終反目 |
| 沈海蓉            | 倩柔                 | 盧素娟      | 碩親王之福晉，生下四個女兒 皓禎之養母兼岳母 白吟霜之婆婆，實為生母 都統夫人雪晴之妹 |
| 王秀峰            | 翩翩                 | 蔡惠萍      | 原名愛瑪麗克 碩親王之側福晉，但感情淡薄，後反目 皓祥之母 維吾爾族女子 內心因為自己只是送給碩親王的壽禮而自卑 |
| 馬景濤 童年：葉靜 | 富察·皓禎            | 陳欣        | 貝勒 碩親王養子兼女婿 福晉倩柔偷龍轉鳳之養子兼女婿 上有三姐 皓祥之兄，實為其姐夫 因皇帝指婚娶蘭公主為妻，成為額駙。因小時放生一隻白狐，又收藏白狐之物，被公主錯認為也是白狐化身，又與公主不和睦，和白吟霜相戀，後與吟霜雙雙殉情。 |
| 陳德容 童年：金銘 | 白吟霜 （富察·吟霜） | 鄭麗麗      | 碩親王及倩柔之媳婦，實為其們第四個女兒 富察·皓禎之妾 因母親偷龍轉鳳而流落民間，並烙上梅花印記好日後相認，在身上烙印有梅花烙，因身穿素衣，賣唱為生。後蘭馨公主錯認為白狐化身，並因嫉妒其想盡辦法致於死地，後與皓禎雙雙殉情。       |
| 魯 文             | 愛新覺羅·蘭馨        | 曾佩儀      | 蘭公主 原為齊王格格，後被皇后收為義女 因皇帝指婚嫁皓禎為妻，但不受其寵愛，更因嫉妒吟霜與碩親王府眾人反目 |
| 馮光榮            | 富察·皓祥            | 劉昭文      | 碩親王庶子 皓禎之弟，實為其小舅子 吟霜之小叔子，實為其同父異母之弟 十分嫉妒皓禎，更因此與碩親王府眾人反目 側福晉翩翩之子，為其不受寵而不值                                                                                        |
| 宋逸民            | 小寇子               | 郭志權      | 皓禎之侍從兼心腹 小太監 |
| 韓再峰            | 阿克丹               | 盧國權      | 皓禎之護衛兼武術師父兼心腹 |
| 周曼榮            | 秦嬤嬤               |             | 倩柔之陪嫁奶媽 |
| 杜素貞            | 崔嬤嬤               |             | 蘭馨之陪嫁奶媽 與蘭馨聯合陷害吟霜 |
| 應志偉            | 馬總管               |             | |

### 其他
| 演員   | 角色         | TVB粵語配音 | 暱稱／關係                                        |
| 勾 峰  | 乾隆帝       | 林國雄      |                                                   |
| 博 弘  | 都統夫人雪晴 |             | 福晉倩柔之姐                                      |
| 韩振华 | 白勝齡       |             | 白吟霜養父，死於多隆之手                          |
| 關 毅  | 常媽         |             | 小寇子的三嬸婆，奉命照顧吟霜                      |
| 李 寧  | 香綺         | 林元春      | 原為乞丐，後由吟霜收養成為其丫頭，與其情同姐妹    |
| 王晖   | 多隆         |             | 貝子，因搶白吟霜將白勝齡踹下樓致死                |
| 劉子蔚 | 劉大人       |             | 第一集                                            |
| 于 恒  | 程大人       |             | 為碩親王賀壽者 送翩翩給碩親王為妾                 |
| 許文全 | 吳大人       |             | 為碩親王賀壽者                                    |
| 王學兵 | 獄卒         |             |                                                   |
| 陳建斌 | 獄卒         |             |                                                   |
| 王 艷  | 舞者         |             | 第一集為碩親王賀壽之舞者,及第五集陪練舞者(有台词) |

## 原聲帶
| 梅花三弄之梅花烙電視原聲帶 | 梅花三弄之梅花烙電視原聲帶          | 梅花三弄之梅花烙電視原聲帶 |
| 曲序                       | 曲目                                | 演唱                       |
| -------------------------- | ----------------------------------- | -------------------------- |
| 1.                         | 梅花三弄 [梅花烙之片頭曲]           | 姜育恆                     |
| 2.                         | 山雨欲來                            |                            |
| 3.                         | 邂逅                                |                            |
| 4.                         | 你是我心底的烙印 [梅花烙之片尾曲II] | 鍾鎮濤+章蓉舫              |
| 5.                         | 鴛鴦同衾                            |                            |
| 6.                         | 獵狐                                |                            |
| 7.                         | 指婚                                |                            |
| 8.                         | 你我曾經走過紀元 [梅花烙之片尾曲I]  | 費玉清                     |
| 9.                         | 別來滄海                            |                            |
| 10.                        | 離離草原上                          |                            |
| 11.                        | 怨情錯                              |                            |
| 12.                        | 盛怒萬里                            |                            |
| 13.                        | 癡情不是一種罪過 [梅花烙之插曲]     | 潘越雲                     |
| 14.                        | 行刑                                |                            |

## 原声音乐
该剧音乐由台湾音乐人陈志远创作，原声专辑于1993年12月由飞碟唱片出版发行。其中片头曲《梅花三弄》也作为《梅花三弄》系列剧的总主题曲，由姜育恒演唱，日后广为传唱。
| 曲序 | 曲目                           |        | 作曲   | 演唱           |
| ---- | ------------------------------ | ------ | ------ | -------------- |
| 1.   | 《梅花三弄》（片頭曲）         | 琼瑶   | 陈志远 | 姜育恒         |
| 2.   | 《你是我心底的烙印》（片尾曲） | 瓊瑤   | 陳志遠 | 鍾鎮濤、章蓉舫 |
| 3.   | 《你我曾經走過紀元》（片尾曲） | 瓊瑤   | 吳大衛 | 費玉清         |
| 4.   | 《痴情不是一种罪过》（插曲）   | 陈乐融 | 陈志远 | 潘越云         |

香港播放版本（粵語）
| 曲序 | 曲目                             |      | 作曲   | 演唱           |
| ---- | -------------------------------- | ---- | ------ | -------------- |
| 1.   | 《梅花三弄之紅塵故事》（片頭曲） | 黃霑 | 陈志远 | 王傑           |
| 2.   | 《梅花烙》（片尾曲）             | 黃霑 | 陳志遠 | 葉蒨文、鍾鎮濤 |

## 書籍
| 出版日期 | 書名       | 作者 | 出版社   | ISBN               |
| -------- | ---------- | ---- | -------- | ------------------ |
| 1993年   | 《梅花烙》 | 瓊瑤 | 皇冠文化 | ISBN 9789573310020 |

## 外部連結
- 梅花烙 (1993)——中文電影資料庫 （页面存档备份，存于）
- YouTube上的中視『梅花烙』(完整版)－1993年播放列表

| 中視 星期一~五20:00 - 21:00               | 中視 星期一~五20:00 - 21:00                               | 中視 星期一~五20:00 - 21:00 |
| ----------------------------------------- | --------------------------------------------------------- | --------------------------- |
|                                           | 梅花烙 (梅花三弄之一) （1993年10月13日 - 1993年11月10日） |                             |
| 超级女巡按 （1993年9月 - 1993年10月12日） | 鬼丈夫 (梅花三弄之二) （1993年11月11日 - 1993年12月12日） |                             |